# Леман-Балановська Інна Миколаївна
Інна Миколаївна Леман-Балановська (уроджена Леман; 18 [30] червня 1881, Санкт-Петербург — квітень 1945, Ташкент) — російський і радянський астроном.

## Біографія
Народилася у дворянській сім'ї, батько займав чільне місце в одному з російських міністерств. У 1899 — 1903 роках навчалася на фізико-математичному факультеті Вищих жіночих Бестужевських курсів.
У 1903 році вступила обчислювачем у Гідрологічне управління Санкт-Петербурга.
У 1905 році поїхала за кордон для продовження освіти, прослухала епізодичний курс лекцій у Сорбонні, потім зацікавилася астрофізикою і вступила до Геттінгенського університету, де навчалася і працювала під керівництвом професора Карла Шварцшильда.
У 1910 році з відзнакою закінчила університет і отримала вчений ступінь доктора філософії. Повернувшись до Санкт-Петербурга, розпочала роботу при астрофізичній кафедрі Бестужевських курсів, у 1913 році вступила до Пулковської обсерваторії як обчислювач.
У 1914 вийшла заміж за пулковського астронома І. А. Балановського і поїхала з ним до Миколаївської обсерваторії.
У 1918 році Балановські повернулися до Пулковської обсерваторії, де пропрацювали до 1937 року.
7 вересня 1937 року була заарештована за так званою «пулковською справою» разом із групою інших пулковських астрономів, у тому числі її чоловіком.
9 жовтня 1937 року була засуджена на п'ять років ув'язнення як член сім'ї зрадника Батьківщини. Покарання відбувала у Наримському відділенні СИБЛАГу НКВС.
Звільнена у 1942 році, реабілітована 12 червня 1989 року.
У 1943 році працювала в Сімеїзькій обсерваторії, евакуйованій у роки Німецько-радянської війни до Китабської міжнародної широтної станції.
1945 року померла в Ташкенті від висипного тифу.

## Наукова діяльність
Працювала переважно у галузі спостережної астрономії. Брала участь у створенні Одеського зоряного каталогу (1905). Займалася спостереженнями змінних зірок, туманностей, малих планет і комет, обробкою спостережень супутників Сатурна та кулястих скупчень. Досліджувала розподіли зоряних класів К5 та М за даними Draper Catalogue, вимірювала променеві швидкості зірок. На мікрофотометрі Гартманна вимірювала фотографічні величини зірок у зонах +60° — +75° та +57°,5 — +77°,5 відповідно до Потсдамських фотометричних каталогів. Займалася дослідженням атмосферного поглинання, мерехтінням зірок, упродовж багатьох років спостерігала змінні зірки у вибраних майданчиках. Вивчала рух комети Неуйміна 2.

## Наукові праці
1. Ueber die systematische Bewegung der Sterne (Дисертація), Göttingen, 1911.
2. Ueber die relative Intensitätsäinderung einiger Linien im Spectrum von δ Cephei, 1913 (Ізв. ГАО, т.5, № 59).
3. Ueber die relative Intensitätsäinderung der Linien im Spectrum von Cephei und S Gemin., 1914 (Ізв. Акад. наук).
4. Recherches sur les elements de l'orbite de l'étoile Polaire d'aprés des spectrogrammes prises à Poulcovo, 1914. Изв. ДАВ, № 65.
5. Про спектр Nova Cygni, 1920. . Збірник статей, ДАТ, Петроград.
6. Про спектр Nova Aquilae (1918—1924), Петроград, Изв. ДАВ. т.9.
7. Положення комети 1919 III (комета Брорзена-Меткофа 1847 V, незалежно відкрита Селівановим) за вторинної появи 1 серпня 1919 р.). Збірник статей, ДАВ, № 1, 1920.
8. Die vorläufige Elemente des Verändlichen XY Cassiopeiae, Astronom. Nachrichten, 1925.
9. Ueber die Elemente des Spectraldoppelsterns α Geminorum (Известия ГАО, 1925).
10. Ueber die Scheinbare Verteilung des Sterne des Spectraltypen M und K5 (1928, Astronom. Нахріхтен).
11. Die Eigenbewegungen der Sterne im offenen Sternhaufen NGC 6885 і in seiner Umgebung (Известия ГАО, 1930).
12. Catalogue der photographischen Grössen der Sterne der Potsdam. Photometrischen Durchmusterung in der Zone + 57 °, 5 — + 77 °, 5. 1932, Bulletin de l'Observatoire à Poulcovo.
13. Photographic Light Curves of Variable VW and UZ Cassiopeiae (Poulc. Circ., 1932).
14. Нові variables stars в Perseus. (Poulc. Circul., 1934).
15. Nine new variables в Taurus. (Poulc. Circul., 1936), № 16.
16. Investigation of a dark nebula near ξ Persei, Изв. ДАТ № 118, 1935.
17. Переклад книги X. Шеплі та X. Кертіса «Розміри Всесвіту», Пг., 1924 р.

## Пам'ять
Іменем Леман-Балановської названа мала планета (848) Інна, відкрита Г. М. Неуйміним 5 вересня 1915 року в Сімеїзькій обсерваторії.